# Cuneipectus
Cuneipectus es un  género de coleópteros adéfagos perteneciente a la familia Carabidae.  Es el único género de la tribu Cuneipectini.

## Especies
Comprende las siguientes especies:
- Cuneipectus foveatus Sloane, 1915
- Cuneipectus frenchi Sloane, 1907